# Веляна
Веляна е българско женско име.

## Произход и значение
Предполага се, че името Веляна произхожда от старославянското велий – „голям“, „велик“, както и от думата яна, значеща вода. Следователно името Веляна би могло да бъде тълкувано и като голяма вода (река), тъй като водата е един от символите на живота.
Жените, носещи това име честват своя имен ден на най-големия християнски празник – Великден.

## Форми на името
- Звателна форма: Веляна, Велянче

Мъжки род: Велиян, Велин
- Умалителна форма: Вили, Нуни, Вели, Велянка